# 1009 Sirene
1009 Sirene este un asteroid care intersectează orbita planetei Marte, descoperit la 31 octombrie 1923, de către astronomul german, Karl Reinmuth.

## Denumirea asteroidului
Denumirea provizorie a asteroidului era 1923 PE. Denumirea sa definitivă face referire la sirenele cunoscute din Mitologia greacă.

## Caracteristici
Asteroidul 1009 Sirene prezintă o orbită caracterizată de o semiaxă majoră egală cu 2,6233139 u.a. și de o excentricitate de 0,4564486, înclinată cu 15,77468° în raport cu ecliptica.
După descoperire, asteroidul a fost pierdut și a fost redescoperit în 1982.